# Тишко, Артур Олегович
Артур Олегович Тишко (бел. Артур Алегавіч Цішко; род. 19 января 1996, Минск) — белорусский футболист, защитник клуба «Сморгонь».

## Карьера

### БАТЭ
Воспитанник футбольной академии минского клуба МТЗ-РИПО. Позже футболист перебрался в структуру борисовского БАТЭ. В сентябре 2014 года футболист в составе юношеской команды в возрастной категории до 19 лет отправился на групповой этап юношеской лиги УЕФА. В матче 30 сентября 2014 года против юношеской команды испанского клуба «Атлетик Бильбао» футболист отличился забитым голом. Однако по итогу группового этапа заняли последнее место и завершили выступление на турнире. В 2015 году футболист стал выступать за дублирующий состав борисовского клуба.

#### Аренда в «Смолевичи»
В январе 2016 года футболист на правах арендного соглашения присоединился к «Смолевичам» до конца сезона. Дебютировал за клуб футболист 16 апреля 2016 года в матче против минского «Торпедо», выйдя на замену на  73 минуте. На протяжении сезона футболист выступал в клубе преимущественно в роли игрока замены, выходя на поле со скамейки запасных, результативными действиями не отличившись. По итогу сезона футболист вместе с клубом завершил чемпионат на итоговом восьмом месте. По окончании срока арендного соглашения футболист покинул клуб.

### «Неман-Агро»
В начале 2017 года футболист на правах свободного агента перешёл в столбцовский клуб «Неман-Агро». Дебютировал за клуб футболист 9 апреля 2017 года в матче против «Барановичей», выйдя на поле в стартовом составе. Дебютным забитым голом за клуб футболист отличился 29 апреля 2017 года в матче против «Лиды». На протяжении первой половины сезона футболист был в составе столбцовского клуба одним из основных игроков, отличившись 3 забитыми голами во всех турнирах. В июле 2017 года футболист покинул клуб, расторгнув контракт по соглашению сторон.

### «Гранит» Микашевичи
В августе 2017 года футболист присоединился к микашевичскому «Граниту», подписав контракт до конца сезона. Дебютировал за клуб футболист 5 августа 2017 года в матче против светлогорского «Химика», выйдя на поле в стартовом составе. Футболист смог быстро закрепиться в стартовом составе микашевичского клуба, став одним из ключевых игроков, однако результативными действиями не отличился. По итогу сезона футболист вместе с клубом завершил чемпионат на итоговом восьмом месте. По окончании срока действия контракт в конце 2017 года футболист покинул микашевичский клуб.

### «Сморгонь»
В марте 2018 года футболист на правах свободного агента присоединился к «Сморгони», подписав контракт до конца сезона. Дебютировал за клуб футболист 7 апреля 2018 года в матче против «Барановичей», выйдя на поле в стартовом составе. В своём следующем матче 14 апреля 2018 года против «Орши» футболист отличился своим дебютным забитым голом за сморгонский клуб. На протяжении первой половины сезона футболист был в клубе одним из ключевых игроков, отличившись 3 забитыми голами. В августе 2018 года футболист покинул клуб, расторгнув контракт по соглашению сторон. Затем футболист сразу же присоединился к минскому «Торпедо», однако не сыграл ни матча.

### «Слоним-2017»
В начале 2019 года футболист тренировался с новополоцким «Нафтаном». Однако затем в марте 2019 года футболист перешёл в «Слоним-2017». Дебютировал за клуб футболист 13 апреля 2019 года в матче против светлогорского «Химика», выйдя на поле в стартовом составе, также заработав прямое удаление в поля. Дебютный гол за клуб футболист забил 12 мая 2019 года в матче против пинской «Волны». На протяжении сезона футболист был в клубе одним из ключевых игроков, отличившись 3 забитыми голами. По окончании сезона футболист покинул слонимский клуб.

### «Гранит» Микашевичи
В апреле 2020 года футболист на правах свободного агента присоединился к микашевичскому «Граниту». Первый матч за клуб футболист сыграл 18 апреля 2020 года против минских «Крумкачей», выйдя на поле в стартовом составе. В следующем матче 26 апреля 2020 года футболист отличился своим дебютным забитым голом за микашевичский клуб против дзержинского «Арсенала». На протяжении первой половины сезона футболист выступал за клуб в роли одного из ключевых игроков, отличившись 2 забитыми голами. В июле 2020 года футболист покинул клуб.

### «Слоним-2017»
В июле 2020 года футболист вернулся в «Слоним-2017». Первый матч за клуб в сезоне футболист сыграл 18 июля 2020 года против речицкого «Спутника», выйдя на замену на 62 минуте. Первыми результативными действиями за клуб футболист отличился 26 сентября 2020 года в матче против клуба «Ошмяны-БГУФК», оформив дубль из результативных передач. Первым в сезоне забитым голом за клуб футболист отличился 25 октября 2020 года в матче против гомельского «Локомотива». На протяжении сезона футболист был в клубе одним из ключевых игроков слонимского клуба, отличившись забитым голом и 2 результативными передачами. По окончании сезона футболист покинул клуб.

### «Барановичи»
В апреле 2021 года футболист присоединился к «Барановичам», подписав контракт до конца сезона. Дебютировал за клуб футболист 17 апреля 2021 года в матче против новополоцкого «Нафтана», выйдя на поле в стартовом составе. Дебютным забитым голом за клуб футболист отличился 15 мая 2021 года в матче против петриковского «Шахтёра». В матче 2 октября 2021 года против «Слонима-2017» футболист отличился забитым дублем. Очередным забитым дублем за клуб футболист отличился 23 октября 2021 года в матче против петриковского «Шахтёра». На протяжении сезона футболист был в клубе одним из ключевых игроков, отличившись 6 забитыми голами. По окончании сезона футболист покинул клуб.

### «Волна» Пинск
В январе 2022 года футболист проходил просмотр в бобруйской «Белшине». В феврале 2022 года футболист присоединился к пинской «Волне», подписав однолетний контракт. Дебютировал за клуб футболист 9 апреля 2022 года в матче против «Макслайна», выйдя на замену на 53 минуте, также отличившись своим дебютным  забитым голом. На протяжении сезона футболист был в клубе преимущественно игроком замены, отличившись 2 забитыми голами. По итогу сезона футболист вместе с клубом завершил чемпионат на итоговом седьмом месте. По окончании срока действия контракта футболист покинул клуб.

### «Жодино-Южное»
В марте 2023 года футболист на правах свободного агента присоединился к «Жодино-Южному». Дебютировал за клуб футболист 1 апреля 2023 года в матче против пинской «Волны», выйдя на поле в стартовом составе. Первым результативным действием за клуб футболист отличился 7 мая 2023 года в матче против «Лиды», отдав голевую передачу. Дебютный гол за клуб футболист забил 1 июня 2023 года в матче Кубка Беларуси против «Лесхоза». На протяжении сезона футболист был в клубе одним из ключевых игроков, отличившись забитым голом и 5 результативными  передачами вов сех турнирах. По итогу сезона футболист вместе с клубом завершил чемпионат на итоговом седьмом месте. В феврале 2024 года футболист покинул жодинский клуб, который по итогу прекратил своё существование.

### «Сморгонь»
В феврале 2024 года футболист находился в распоряжении «Сморгони». Вскоре футболист официально присоединился к сморгонскому клубу, подписав контракт до конца сезона. Свой дебютный матч в Высшей лиге футболист сыграл 16 марта 2024 года против минского «Динамо», выйдя на поле в стартовом составе. На протяжении сезона футболист выступал за клуб в роли одного из основных игроков, однако результативными действиями не отличился. По итогу сезона футболист вместе с клубом завершил чемпионат на итоговом двенадцатом месте.
В начале 2025 года продолжил готовиться к новому сезону со «Сморгонью». Первый матч в сезоне футболист сыграл 16 марта 2025 года против минского «Динамо», выйдя на замену на 80 минуте. Своим первым забитым голом за клуб футболист отличился 26 мая 2025 года в матче против борисовского БАТЭ.